# Haizahnschlagring
Der Haizahnschlagring (hawaiisch: kuʻekuʻe lima lei-o-manō, englisch: Shark-Tooth Knuckleduster) ist eine Waffe der Ureinwohner der Gilbertinseln, Hawaiʻis und Samoas.

## Geschichte
Der Haizahnschlagring wurde von den Völkern Ozeaniens entwickelt, die ihn als Schlagwaffe nutzten. Zur Herstellung des Schlagrings nutzten sie Materialien, die sie in der Natur vorfanden.

## Beschreibung
Der Haizahnschlagring besteht aus einem Stück Holz (Koa) (Acacia koa), das rund und glatt bearbeitet war. Bei Einklingigen benutzte man einen großen Zahn des Tigerhais (Galeocerdo cuvier, hawaiisch: niuhi), die Zähne wurden an der Unterseite des Rundholzes in eine dafür eingeschnittene Rille eingesetzt. Zur Befestigung benutzte man ein Baumharz, mit dessen Hilfe der Zahn in das Holz eingeklebt wurde. Auf der Oberseite war eine Schlinge aus Leder oder aus Baumfasern (z. B. Kokos) befestigt, die dazu diente, den Schlagring am Finger oder an der Hand zu befestigen. Stone erwähnt in seinem Glossary das Vorkommen von an Kordeln befestigten Haizähnen von den Gilbertinseln, die um Hand oder Handgelenk gewickelt wurden. Das Museum of New Zealand Te Papa Tongarewa zeigt ein Exemplar der Gilbertinseln mit zehn Zähnen.

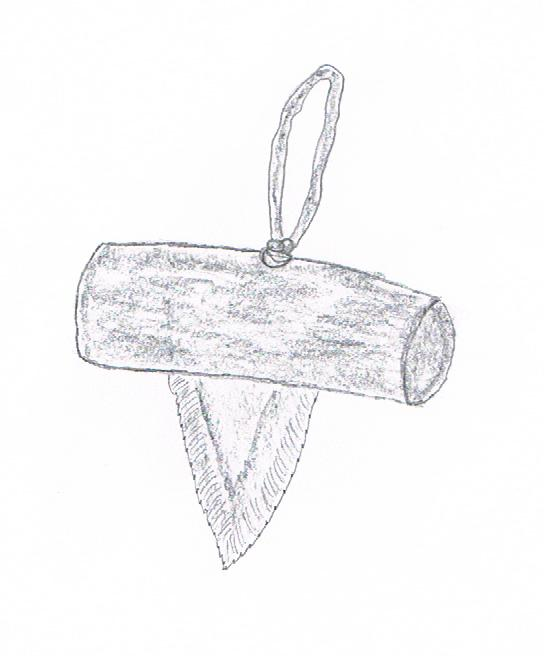
Einklingige Form, Hawaiʻi